# Blanc de Vienne
Le blanc de Vienne est une race de lapin domestique originaire de Vienne. Il est issu de la sélection de lapins hollandais décolorés pour obtenir un lapin blanc aux yeux de couleur différente des albinos (rougeâtre). 

## Origine
Le blanc de Vienne est le fruit de longs efforts fournis par certains cuniculteurs pour obtenir des lapins à robe blanche mais aux yeux d’une couleur autre que rougeâtre, teinte qu’ils prennent systématiquement chez les lapins albinos. Une tentative menée en Allemagne par Hermann Ziemer à partir de lapins hollandais se solde par un échec. Il obtient en effet des lapins blancs aux yeux bleus, mais avec quelques taches sur la croupe et les oreilles, et le tour des yeux parfois coloré. Ces animaux disparurent au cours de la Première Guerre mondiale. Vers 1900, un cheminot viennois parvient à atteindre cet objectif, en travaillant lui aussi sur des lapins hollandais très décolorés. Un éleveur de Ratingen semble avoir lui aussi obtenu la teinte souhaitée, mais son cheptel disparut pendant la guerre. En 1912, deux blancs de Vienne sont présentés parmi les « autres races » à Utrecht.
Issu de la sélection de lapins hollandais, le blanc de Vienne est une race de petite taille lors de son apparition. Toutefois, les éleveurs s’intéressent rapidement à augmenter sa taille, ce qui cause une certaine hétérogénéité des animaux en matière de format.

## Description
Le blanc de Vienne est un lapin de taille moyenne, pesant entre 3 et 5 kg. Il a un corps cylindrique et bien musclé, avec un avant-train bien développé, une poitrine pleine, un râble épais et une croupe arrondie. La tête est reliée au corps par un cou court. Elle est forte et large, et porte des oreilles droites et serrées, bien ouvertes, et mesurant entre 10,5 et 13 cm. Le fanon est toléré par le standard de la race chez la femelle. La fourrure du blanc de Vienne, intégralement blanche, est très dense, souple et fine, avec la présence de poils recteurs qui favorisent son aspect brillant. Les yeux sont bleu clair.

## Diffusion
Dès 1910, des lapins blancs de Vienne sont importés en Allemagne, qui s’intéresse rapidement à cette race. Aujourd’hui elle est très présente en Allemagne, en Suisse et aux Pays-Bas.